# Mekan Saparow
Mekan Saparov (tiếng Turkmen: Mekan Saparow; sinh ngày 22 tháng 4 năm 1994) là một cầu thủ bóng đá Turkmenistan thi đấu cho câu lạc bộ Turkmenistan FC Balkan. Anh là thành viên của Đội tuyển quốc gia Turkmenistan từ năm 2014. 

## Sự nghiệp câu lạc bộ
Anh bắt đầu sự nghiệp bóng đá năm 2011 ở FC Balkan. Năm 2013 với FC Balkan anh giành chức vô địch Cúp Chủ tịch AFC 2013 tại Malaysia. Năm 2015, he moved for 2 month mượn to the FC Ahal.

## Sự nghiệp quốc tế
Saparow ra mắt đội tuyển quốc gia ngày 23 tháng 5 năm 2014, trong trận đấu tại Cúp Challenge AFC 2014 trước Philippines.
Anh thi đấu cho đội trẻ Turkmenistan Commonwealth of Independent States Cup 2012, 2013 and 2015.

## Bàn thắng quốc tế
Tỉ số và kết quả liệt kê bàn thắng của Turkmenistan trước.
| #  | Ngày                 | Địa điểm                         | Đối thủ | Tỉ số | Kết quả | Giải đấu                                     |
| -- | -------------------- | -------------------------------- | ------- | ----- | ------- | -------------------------------------------- |
| 1. | 12 tháng 11 năm 2015 | Sân vận động Azadi, Tehran, Iran | Iran    | 1–1   | 1–3     | Vòng loại giải vô địch bóng đá thế giới 2018 |

## Thành tích
- Cúp Chủ tịch AFC: 2013